# Joel Murray
Joel Murray (ur. 17 kwietnia 1963 w Wilmette w stanie Illinois) – amerykański aktor filmowy i telewizyjny, reżyser. Brat aktorów Billa Murraya i Briana Doyle’a-Murraya. Od 1989 roku jest żonaty z Elizą Coyle, z którą ma czwórkę dzieci: Hanka, Gusa, Louie i Annie.

## Filmografia
- 1986: Szalone lato jako George Calamari
- 1988: Wigilijny show jako gość
- 1994: Beethoven (serial animowany) jako Beethoven (głos)
- 1996: Telemaniak jako gracz koszykówki
- 1996: Pan i pani Smith jako Bob Myers
- 1997: Pomoc domowa jako
- 1997–2002: Dharma i Greg jako Peter James „Pete” Cavanaugh
- 2000: Buzz Astral z Gwiezdnej Bazy jako profesor Triffid (głos)
- 2018: Chirurdzy (seria 14) jako agent Martin Fields